# Dachtarif
Bei einem Dachtarif handelt es sich um einen von mehreren Verkehrsunternehmen oder Verkehrsverbünden gemeinsam angebotenen Zusatztarif. Hinter einem Dachtarif steht jedoch keine eigene Verbund-Gesellschaft.
Mit dem Dachtarif wird es dem Fahrgast möglich, Fahrten über die Einzel-Tarifgebiete hinaus im gesamten Geltungsbereich des Dachtarifs mit nur einem Ticket durchzuführen. Er ist somit hauptsächlich auf übersteigende Fahrgäste ausgerichtet, für die der Dachtarif einheitliche Tarifbestimmungen und Beförderungsbedingungen bietet. Meist werden durch den Dachtarif auch Erleichterungen beim Ticketkauf und preisliche Vorteile gegenüber dem Kauf von mehreren Fahrausweisen der Haustarife erreicht.
Die bestehenden Tarife der beteiligten Unternehmen und Verbünde bleiben vom Dachtarif unberührt, das heißt für Fahrten innerhalb des jeweiligen Verbundes kann vom Fahrgast ebenso der jeweilige Haustarif genutzt werden. Von Dachtarifen profitiert insbesondere der Ausbildungs-, Berufs- und Gelegenheitsverkehr, für die ein vollumfängliches Tarifsortiment mit Einzelfahrkarten, Tageskarten und Zeitkarten vorgehalten wird. Hiermit setzen sich Dachtarife von anderen Sonderangebotstarifen ab, die in aller Regel nur Tageskarten für touristisch geprägte Fahrten vorhalten.